# Jaime I de Aragão
Jaime I de Aragão (aragonês: Chaime lo Conqueridor, em catalão e valenciano: Jaume el Conqueridor, em occitano: Jacme lo Conquistaire) (Montpellier, 2 de fevereiro de 1208 - Valência, 27 de julho de 1276), cognominado o Conquistador, foi rei de Aragão, conde de Barcelona, e senhor de Montpellier desde 1213, rei de Maiorca desde 1276, rei de Valência desde 1239 até à sua morte, e ainda senhor de outros feudos na Occitânia.

## Subida ao trono
Jaime era filho de Pedro II de Aragão, o Católico, e de Maria de Montpellier. Esta, por sua vez, era filha de Guilherme VIII de Montpellier, senhor de Montpellier, e Eudóxia Comnena, uma sobrinha-neta do imperador bizantino Manuel II Comneno. A relação dos seus pais fora sempre atribulada, tendo, o Católico, tentado, e fracassado, dissolver o matrimónio para se casar novamente. Os problemas do casamento geraram a seguinte lenda, negada pelo próprio Jaime na sua biografia Livro dos Feitos (Llibre dels feyts em catalão antigo), a primeira das quatro grandes crónicas reais catalãs:
Pedro II tinha várias amantes e, como não consumava o matrimónio com Maria, não havia um herdeiro para o trono. Para solucionar este problema, a nobreza e o clero de Aragão urdiram um plano que consistia em oferecer uma nova amante ao rei, que era nem mais nem menos que a sua própria esposa. Levaram-na uma noite aos aposentos do monarca para passar a noite, ocultada pela obscuridade. Pedro descobriu o engano pela manhã e saiu furioso do palácio para nunca mais voltar, mas, como resultado dessa noite, nasceu o herdeiro. Maria de Montpellier tinha, também, acendido doze velas com os nomes dos apóstolos, com a promessa de que a que se apagasse por último daria o nome a seu filho. Essa acabou por ser a de São Tiago, também chamado Jaime.

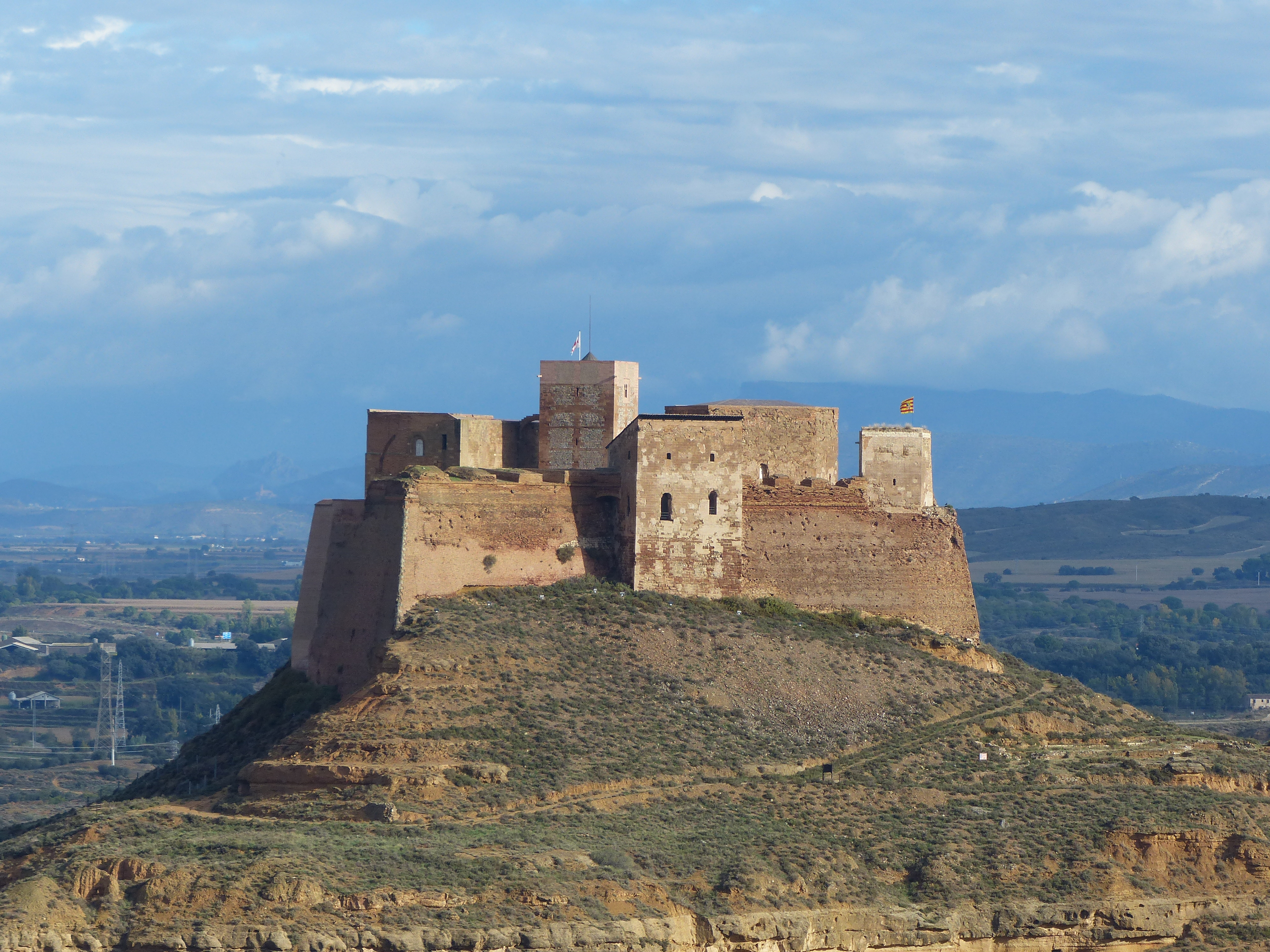
Castelo de Monzón, onde Jaime I foi educado na sua infância.

Quando o seu pai Pedro II de Aragão morreu na batalha de Muret em 1213, Jaime ficou em poder de Simão de Monforte, o líder da cruzada albigense e general inimigo das forças aragonesas. Só depois de um ano de reclamações, e por mandato do papa Inocêncio III, o jovem príncipe foi devolvido aos seus súbditos. Durante a sua minoridade, esteve sob a tutela dos Templários no castelo de Monzón, e o regente de Aragão foi o conde Sancho Raimundes, filho de Raimundo Berengário IV de Barcelona e tio-avô de Jaime.
Aos seis anos, foi jurado rei nas Cortes de Lérida de 1214. Em Setembro de 1218 foram celebradas pela primeira vez em Lérida as Cortes gerais de aragoneses e catalães, nas quais foi declarada a sua maioridade. Com a morte da sua mãe em 1219, herdou o senhorio de Montpellier. Em 1241, por testamento do seu primo Nuno Sanches, herdaria os condados de Rossilhão e Cerdanha e o viscondado de Fenouillèdes na França.
Durante os quinze primeiros anos do seu reinado, Jaime esteve envolvido em diversos conflitos contra a nobreza aragonesa, que chegou inclusivamente a aprisioná-lo em 1224. Em 1227, enfrentou uma nova rebelião nobiliárquica, encabeçada pelo infante Fernando, seu tio. Esta terminou graças à intervenção papal, através do arcebispo de Tortosa, com a assinatura da concórdia de Alcalá em Março de 1227. Este tratado marcou o triunfo da monarquia sobre os nobres revoltosos, dando-lhe a estabilidade necessária para iniciar as campanhas contra os muçulmanos e o próprio apaziguamento das reclamações da nobreza.

## Conquista das Baleares
Perante os ataques dos piratas de Maiorca, os mercadores de Barcelona, Tarragona e Tortosa pediram ajuda ao monarca para acabar com a ameaça. Assim, em uma reunião em Barcelona, em Dezembro de 1228, estes ofereceram os seus navios, enquanto os nobres catalães concordaram participar na conquista em troca do saque e de domínios territoriais.
Em outra reunião em Lérida, os nobres aragoneses aceitaram as mesmas condições, mas pretendiam que a empresa se dirigisse contra os mouros de Valência, pelo que a sua participação nesta conquista acabou por não ser significativa. Assim, os catalães seriam posteriormente a maioria dos repovoadores da ilha.

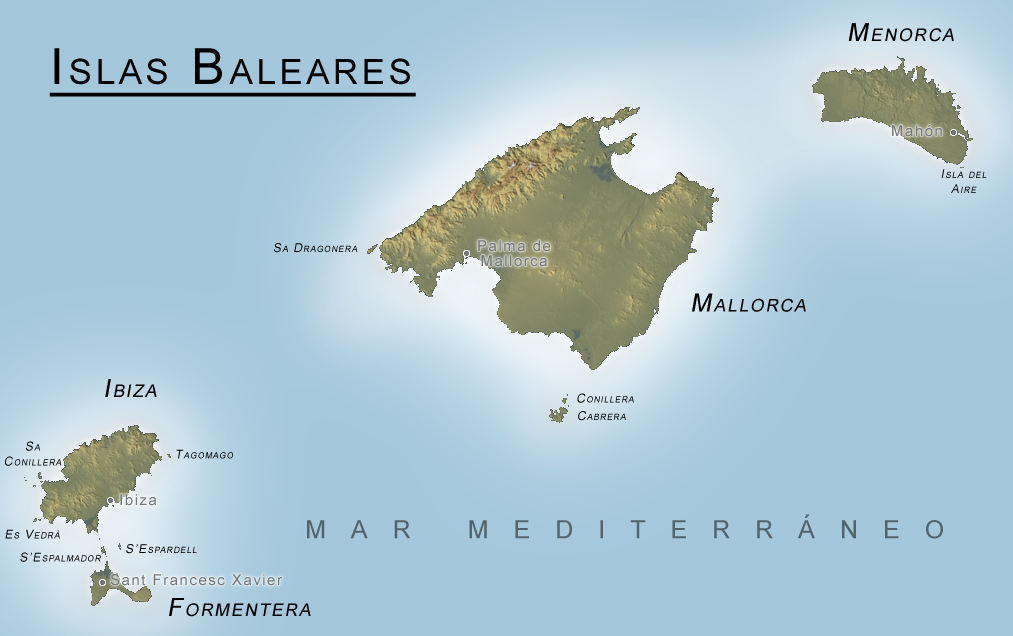
Mapa das Ilhas Baleares.

Em 1229, a esquadra catalã partiu de Salou, Tarragona, para enfrentar Abú Yahya, o governador almóada semi-independente da ilha. O exército desembarcou em Santa Ponsa e travou a batalha de Portopi a 13 de Setembro. Os muçulmanos refugiaram-se atrás das muralhas de Palma de Maiorca e mostraram a sua crueldade ao crucificar vários soldados aragoneses à vista das tropas de Jaime.
Mas em Dezembro a cidade foi conquistada e a sua população foi passada à espada. A quantidade de cadáveres foi tal que surgiu uma epidemia que dizimou o exército vencedor. Os nobres tentaram então fugir com o espólio, o que provocou uma revolta que debilitaria ainda mais o poder militar de Jaime I. O resto da ilha seria tomada em poucos meses, com a excepção de um pequeno núcleo de resistência que conseguiu manter-se na serra de Tramontana até 1232. Os sobreviventes fugiram para África ou foram escravizados, enquanto que a ilha foi repovoada pelos catalães.
Maiorca constitui-se como um reino, sob a Coroa de Aragão, com o nome de regnum Maioricarum et insulae adyacentes (reino de Maiorca e ilhas adjacentes), que obteve uma carta de franquícia em 1230. A instituição em 1249 da capital como município contribuiria para a institucionalização do reino.

Mapa actual da região que corresponde aproximadamente aos domínios da Coroa de Aragão antes da conquista de Valência.

O monarca aragonês viu-se incapacitado para conquistar Minorca devido às disputas internas do seu exército catalão pelo espólio, e pela redução das suas forças devido a algumas más decisões. Ainda assim, conseguiu obter a vassalagem da ilha, assinada no tratado de Capdepera de 1231, pelo qual os mouros aceitaram a sua soberania. Esta vassalagem seria transferida para o reino de Maiorca como parte do testamento de Jaime I. Afonso III de Aragão conquistaria depois esta ilha de forma efectiva, depois da capitulação de Abu Umar em 1287. Posteriormente seria repovoada por catalães, mesmo mantendo-se uma abundante população muçulmana que acabaria por ser desterrada.
Por último, cedeu a submissão de Ibiza e Formentera à alta aristocracia catalã (Guillermo de Montgrí, arcebispo de Tarragona, e o seu irmão Bernardo de Santa Eugenia), que a tornou efectiva em 1235. A ilha foi repovoada no ano seguinte com camponeses da região das Ampurias, actualmente parte da província de Girona.

## Conquista de Valência
A conquista de Valência diferenciou-se da de Maiorca por ter sido efectuada com um importante contingente de aragoneses. Em 1231, Jaime I reuniu-se com o nobre Blasco de Alagón e o mestre da Ordem Militar do Hospital em Alcañiz para traçar um plano de conquista das terras valencianas.
Apesar da recomendação do nobre de atacar as povoações em terreno plano e evitar as fortificadas, as primeiras a serem tomadas foram nos enclaves montanhosos: Morella, com Blasco de Alagón aproveitando a debilidade do seu governo mouro; e Ares, nos arredores da anterior, tomada por Jaime I para obrigar Blasco a lhe entregar Morella.
A reconquista do que posteriormente seria o reino de Valência começou em 1232, com a tomada de Morella. No ano seguinte, em Alcañiz, foi planeada a campanha, que consistiria de três etapas:
1. Conquista de Burriana em 1233 e de Peñíscola;
2. Depois seguindo direcção a sul, até ao rio Júcar. Puig foi tomada em Agosto de 1237. Depois do fracasso da esquadra enviada pelo rei de Tunis em auxílio de Valência, as capitulações foram assinadas a 28 de Setembro, com o rei a entrar na cidade a 9 de Outubro;
3. De 1243 a 1245 chegou-se aos limites estipulados no tratado de Almizra em 1244, entre Jaime I e o infante Afonso de Castela, para delimitar as áreas de expansão sobre o território muçulmano entre Castela e a Coroa de Aragão.

As terras a sul da linha Biar-Villajoyosa ficaram reservadas para Castela (incluindo o reino de Múrcia), sendo incorporadas no reino de Valência por Jaime II de Aragão depois da Sentença Arbitral de Torrellas em 1304 e do tratado de Elche em 1305. Nesta última etapa e nos anos seguintes, Jaime I teve que fazer frente a diversas revoltas da população mudéjar, encabeçadas por Al-Azraq.
Em 1239, o Conquistador obteve um grande triunfo sobre a nobreza aragonesa ao converter as terras conquistadas de Valência em um reino diferenciado, unido à Coroa de Aragão. Respeitou os seus usos e costumes e estabeleceu tribunais locais (els Furs, "os Foros"), já que esta cidade considerava os territórios vizinhos como um prolongamento dos seus senhorios. Isto provocou uma reacção irada dos nobres, que viram-se assim impossibilitados de prolongar os seus domínios para as terras valencianas.

## Pirenéus e Múrcia
Através do tratado de Corbeil em 1258, Jaime renunciou às pretensões dos antigos condes de Barcelona sobre a Occitânia. Em contrapartida, São Luís de França renunciou aos seus direitos, como descendente de Carlos Magno, sobre os condados catalães, herdeiros da Marca Hispânica.
Castela havia submetido o reino de Múrcia à vassalagem em 1243, mas estes rebelaram-se com o apoio do reino de Granada e dos governantes do Norte de África em 1264. Então, a rainha Violante de Aragão, esposa de Afonso X de Leão e Castela, pediu ajuda ao seu pai Jaime I. Tropas comandadas pelo infante Pedro de Aragão conquistaram Múrcia ao mouro Maomé ibne Hude Bia Adaulá em 1265-1266, deixando mais de 10 mil aragoneses na região apesar de, segundo o tratado de Almizra, Múrcia ter sido atribuída a Castela.

## Últimos anos

Mapa político da Península Ibérica em 1360. As fronteiras ibéricas da Coroa de Aragão (a verde) são sensivelmente as definidas no reinado de Jaime o Conquistador, com Múrcia devolvida a Castela.

Em Setembro de 1269, Jaime zarpou de Barcelona com a sua armada para uma expedição à Terra Santa, mas depois de os seus navios serem dispersados por tempestades, teve que desembarcar em Aigues-Mortes, nos arredores de Montpellier, e renunciar a essa empresa.
Morreria em Valência a 27 de Julho de 1276, depois de um reinado de sessenta e três anos. Legou Aragão, os condados catalães e Valência ao seu filho Pedro, e o reino de Maiorca, os condados de Rossilhão e Cerdanha, e a parte da Occitânia na sua posse ao seu filho Jaime.
Tradicionalmente considerou-se que foi devido ao desejo da sua esposa Iolanda da Hungria conseguir boas heranças para os seus filhos que Jaime I repartiu os seus domínios. No entanto, parece fazer mais sentido que o rei teria uma concepção patrimonial dos seus reinos.
Assim, segundo a primeira partilha no testamento de 1241, o primogénito Afonso herdaria Aragão e a Catalunha, e Pedro, filho de Iolanda, receberia Valência, as ilhas Baleares, Rossilhão, Cerdanha e as possessões occitanas. O testamento iria mudar ao longo do reinado, com o nascimento e morte dos seus beneficiários até que, em 1262, dois anos após a morte de Afonso, seria fixada a configuração definitiva da herança.
| Testamentos de Jaime I | Testamentos de Jaime I | Testamentos de Jaime I | Testamentos de Jaime I | Testamentos de Jaime I | Testamentos de Jaime I | Testamentos de Jaime I |
|                        | Aragão                 | Catalunha              | Valência               | Maiorca                | Rossilhão e Cerdanha   | Montpellier            |
| ---------------------- | ---------------------- | ---------------------- | ---------------------- | ---------------------- | ---------------------- | ---------------------- |
| 1223                   | Afonso                 | Afonso                 | Afonso                 | Afonso                 | Afonso                 | Afonso                 |
| 1241                   | Afonso                 | Afonso                 | Pedro                  | Pedro                  | Pedro                  | Pedro                  |
| 1244                   | Afonso                 | Pedro                  | Jaime                  | Jaime                  | Jaime                  | Jaime                  |
| 1248                   | Afonso                 | Pedro                  | Jaime                  | Pedro                  | Fernando               | Fernando               |
| 1253                   | Afonso                 | Pedro                  | Afonso                 | Jaime                  | Pedro                  | Jaime                  |
| 1262                   | Pedro                  | Pedro                  | Pedro                  | Jaime                  | Jaime                  | Jaime                  |

## Legado
O reinado de Jaime I marcou o nascimento de uma consciência territorial nos distintos reinos da Coroa de Aragão, especialmente em Aragão, Valência e na Catalunha. Dois principais factores contribuíram para isto: a normalização do Direito e a transformação das Cortes em um órgão reivindicativo e representativo da vontade do reino, actuando como catalisadores da criação de uma consciência diferenciadora de cada território.
Os Tribunais de Aragão foram promulgados nas cortes de Huesca em 1247, substituindo os diferentes códigos locais do reino. Os Usatges de Barcelona ("Usos de Barcelona"), graças à protecção real, estenderam-se por todos os condados catalães nos meados do século XIII. A situação em Valência foi diferente, devido à oposição da nobreza aragonesa à consolidação deste reino. Os tribunais valencianos (Foris et consuetudines Valentiae), outorgados por Jaime I em 1240 só triunfariam definitivamente em 1329. Em 1244, Jaime I estabeleceu o rio Cinca como a divisória entre Aragão e a Catalunha. Desde então, as Cortes de cada reino reuniram-se separadamente.

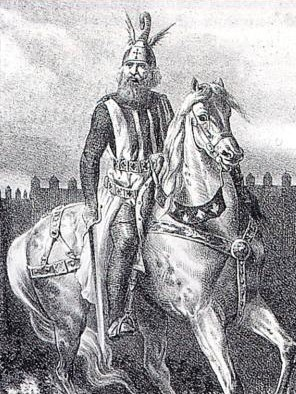
Jaime I de Aragão, o Conquistador

Este reinado marcou também o deslocamento do centro de gravidade da monarquia para a costa mediterrânica. Assim, a corte e a chancelaria — base do actual Arquivo da Coroa de Aragão — estabeleceram-se em Barcelona.
Como elementos positivos do seu reinado podem assinalar-se:
- A conquista e criação dos reinos de Maiorca e Valência;
- O matrimónio do herdeiro da Coroa, Pedro, com Constança II da Sicília, que daria um impulso definitivo à expansão mediterrânica da Coroa de Aragão, uma vez que a reconquista em território peninsular tinha concluído;
- O impulso dado ao comércio e à política norte-africana, incluindo a redacção do Llibre del Consolat de Mar, primeiro código de costumes marítimos;
- A protecção dada aos judeus;
- As reformas monetárias, com a introdução do grueso de Montpellier e a criação de moedas próprias nos reinos de Valência e Maiorca;
- A intervenção na normalização jurídica, apoiando legisladores como Raimundo de Penaforte e Vidal de Canellas, e impulsando o Direito romano.
- O impulso dado às principais instituições do reino, como as cortes e os municípios;
- O progresso das letras catalãs, com o rei como protagonista do Llibre dels Feits, primeira grande Crónica catalã medieval, escrita em catalão do século XIV provavelmente ditada pelo rei, em estilo autobiográfico.

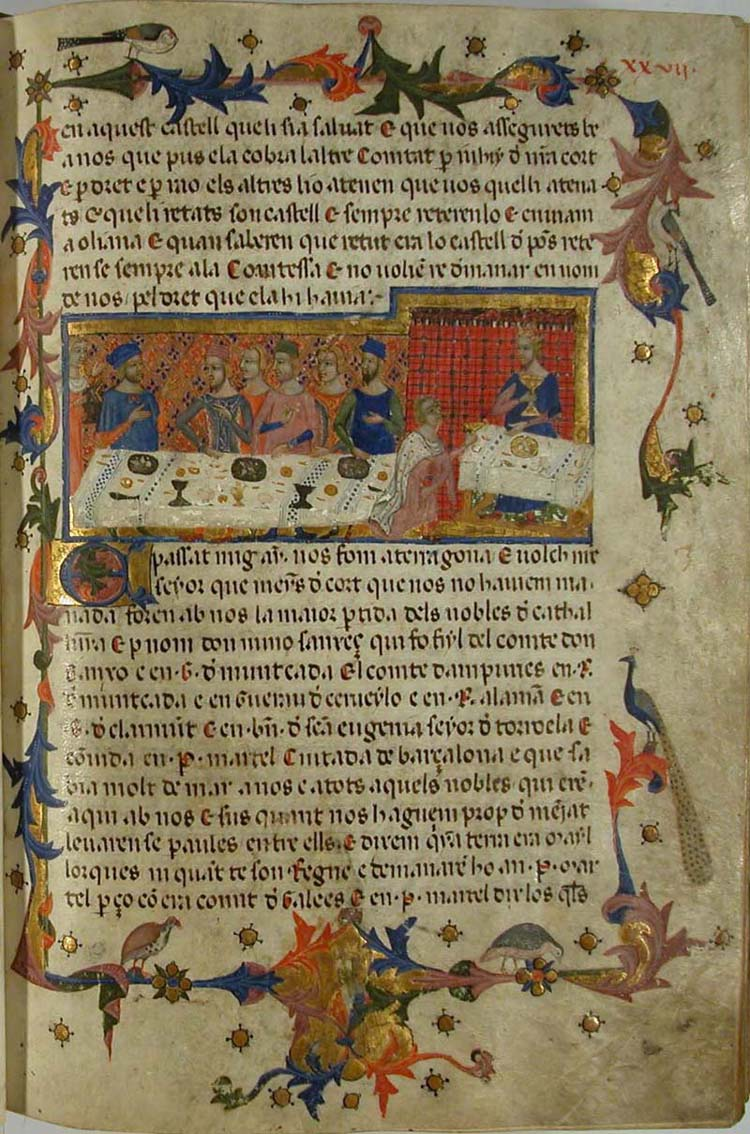
Llibre dels Fets de Jaime I, iluminura do chamado Jantar de Tarragona, onde se decidiu a conquista de Maiorca.

Esta obra trata principalmente da conquista de Valência, Játiva e Múrcia, algumas cortes convocadas e o apoio que prestou à sua filha Violante para defender Castela do rei mouro de Granada:
Pede a colaboração das gentes da Catalunha e de Aragão, primeiro para defender os interesses da sua filha D. Violante e os seus netos, e ao mesmo tempo para "salvar Espanha", porque se o rei mouro de Granada vencer o rei de Castela, a terra de Espanha de Aragão e Catalunha também podem correr perigo.
Recruta tropas dos poderosos da Coroa de Aragão em Almenar e Tamarite e dirige-se a Huesca para chegar ao sul por Saragoça e Teruel. Narra com agilidade a defesa de Villena e a conquista de Múrcia, onde prevalece o respeito para com os sarracenos, mantendo as mesquitas os seus costumes, ao mesmo tempo que se refere à aljamia (transcrição de textos em línguas românicas para caracteres árabes em Al-Andalus) presente na cidade.

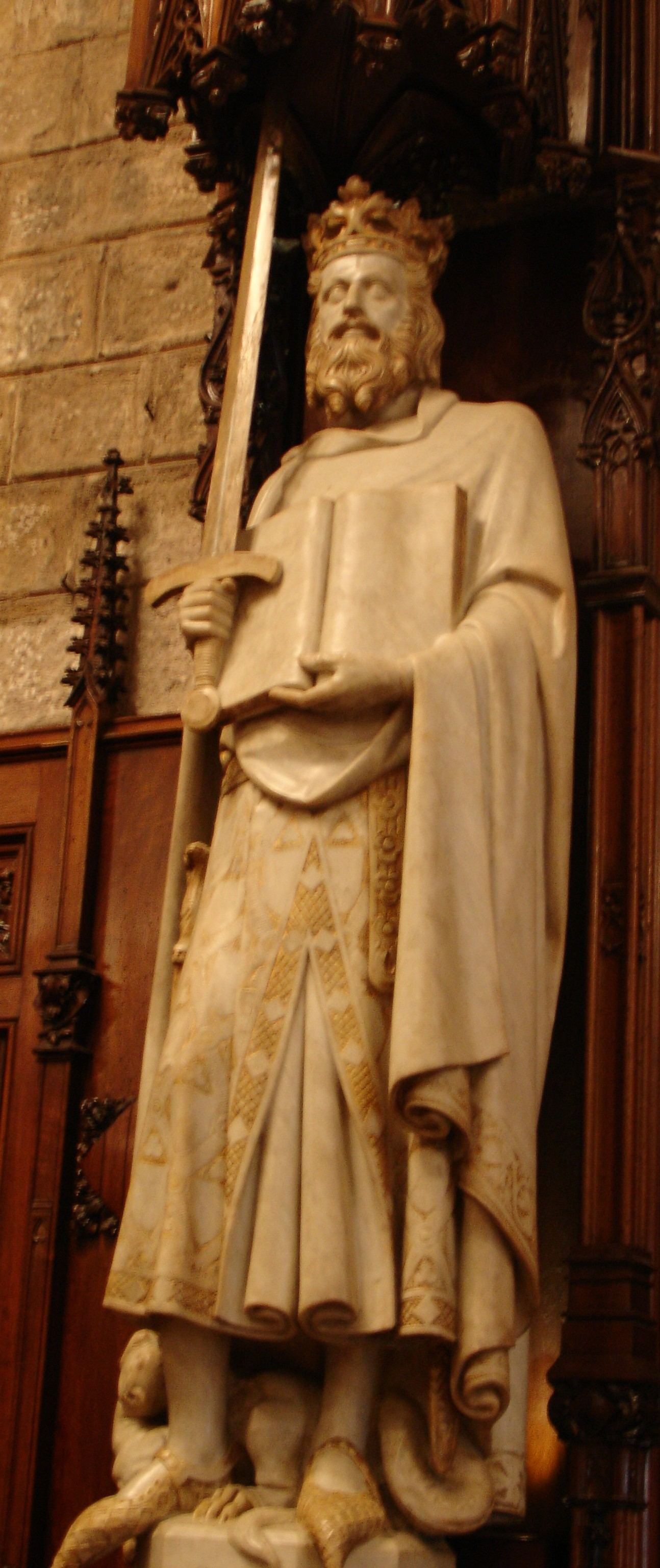
Estátua de Jaime I em Barcelona.

Como elementos negativos, é de notar que frequentemente o juízo histórico sobre Jaime I depende do reino a que pertence historiador. Para os aragoneses, as conclusões podem ser negativas, referindo o carácter patrimonial que deu aos seus reinos, sem se coibir de repartir os domínios entre os seus filhos. Também é criticada a fixação da fronteira catalano-aragonesa no rio Cinca, o que supôs a adjudicação final de Lérida à Catalunha e a separação definitiva de Aragão e Catalunha em duas entidades com direito e Cortes diferentes, depois de um século de união.
A expansão territorial também pode ter vozes críticas, uma vez que com a conquista e criação dos reinos de Maiorca e Valência, a Coroa converteu-se definitivamente em uma entidade de carácter confederal, com a monarquia como única instituição comum, e sem nenhuma aspiração em comum entre os diversos reinos.
Por outro lado, em Maiorca e Valência tende a ser avaliado de forma completamente oposta: Jaime I será um grande rei, o pai fundador dos reinos, o criador das suas identidades até aos dias de hoje, como o território, a língua, os tribunais, a moeda e as instituições.

## Casamentos e descendência

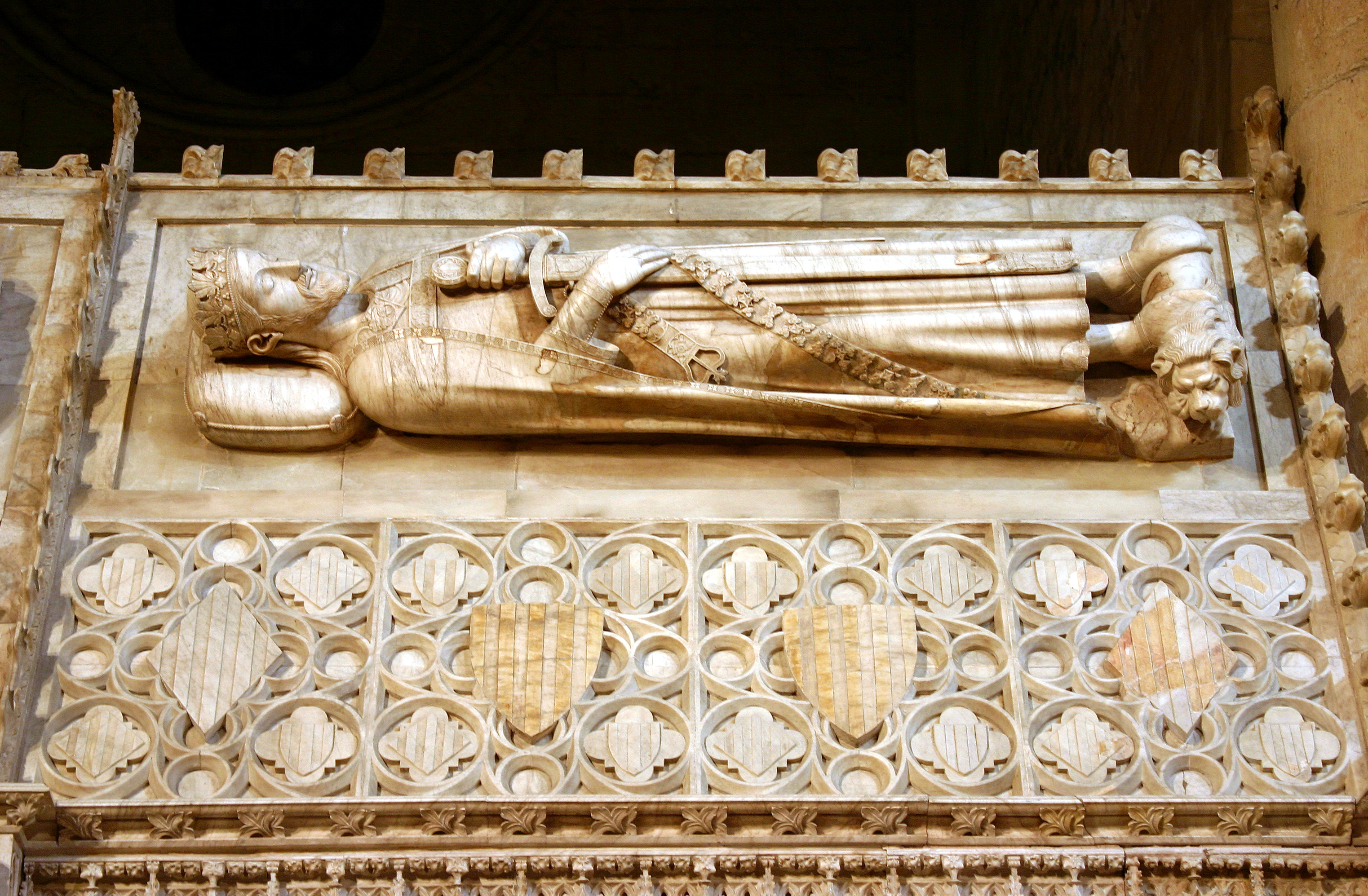
Túmulo de Jaime I no Mosteiro de Poblet, na Catalunha.

Em fevereiro de 1221, Jaime contraiu matrimónio com a infanta Leonor de Castela (1190-1244), filha de Afonso VIII de Castela e Leonor de Inglaterra. Deste casamento, anulado em 1229 por consanguinidade, nasceu:
- Afonso, príncipe herdeiro de Aragão (1229-1260), morreu antes que o seu pai, casado com Constança de Moncada.

A 8 de Setembro de 1235, casou-se em segundas núpcias com Iolanda da Hungria, filha de André II da Hungria e de Iolanda de Courtenay, princesa de Constantinopla. Antes de enviuvar em 1251, nasceram:
- Violante de Aragão (1236-1301), casada com Afonso X de Leão e Castela;[4]
- Pedro III de Aragão e Sicília (1239-1285), seu sucessor no trono da Coroa de Aragão;
- Constança, infanta de Aragão (1238-1269), casada com Manuel de Castela, senhor de Escalona e Peñafiel, irmão de Afonso, o Sábio;
- Jaime II de Maiorca (1243-1311), herdeiro do reino de Maiorca, que compreendia as ilhas Baleares, os condados de Rossilhão e Cerdanha, e parte da Occitânia na posse de Jaime I. Casou-se com Escalamonde de Foix;
- Fernando (1245-1250);
- Sancha (c.1246-?), monja, morreu em Jerusalém.
- Isabel de Aragão (1247-1271), casada com Filipe III de França, filho de São Luís;
- Maria (1248-1267), religiosa;
- Sancho (1250-1279), arcediácono em Belchite, abade em Valladolid e arcebispo de Toledo, faleceu prisioneiro dos mouros de Granada;

O conquistador teve, também, várias amantes, durante e ainda mais depois do seu casamento com Iolanda, tendo nascido vários filhos bastardos dessas ligações, e que foram a origem de algumas das mais importantes casas nobiliárquicas de Aragão e Valência.
De Teresa Gil de Vidaure, teve:
- Jaime de Xérica(c.1255–1286/1987), senhor de Xérica;[5]
- Pedro de Ayerbe (1259–antes de novembro de 1291), senhor de Ayerbe.[6]

Das suas relações amorosas com Blanca d'Antillón nasceu:
- Fernando Sanches (1242–1275), barão de Castro[7][6] esposo de Aldonza Jiménez de Urrea, pais de Felipe Ferrandis de Castre.[8]

Com Berengária Fernandes, filha do infante Afonso de Molina, teve:
- Pedro Fernandes (1268–1299), senhor da baronia de Híjar.[9]

De Elvira Sarroca:
- Jaime Sarroca (n. 1248), bispo de Huesca.